# Trận đánh của Alexandros
Trận đánh của Alexandros (tiếng Đức: Alexanderschlacht) là một bức tranh sơn dầu được họa sĩ người Đức Albrecht Altdorfer (khoảng 1480-1538) thực hiện vào năm 1529. Ông là một nhà tiên phong của nghệ thuật cảnh quan và là thành viên sáng lập trường phái Donau. Bức tranh miêu tả trận đánh tại Issus vào năm 333 TCN, trận đánh má Alexandros Đại đế đã giành chiến thắng quyết định trước Darius III của Ba Tư và đã đạt được đòn bẩy quan trọng trong chiến dịch chống lại Đế chế Ba Tư. Bức tranh được coi là một kiệt tác của Altdorfer, và minh họa cho mối quan hệ của mình với những cảnh quan hùng vĩ.
Công tước Wilhelm IV xứ Bayern ủy nhiệm Trận đánh của Alexandros cho Altdorfer vào năm 1528 như là một phần của một bộ sưu tập các tác phẩm lịch sử, được dự định sẽ được treo tại München, nơi ở của ông. Các nhà phê bình hiện đại cho rằng bức tranh, thông qua việc sử dụng phong phú lỗi thời của nó, đã được dự định để so sánh chiến thắng của Alexandros Đại đế tại Issus với cuộc xung đột châu Âu đương đại với đế quốc Ottoman. Đặc biệt là sự thất bại của Suleiman Nhà làm luật trong cuộc vây hãm Viên có thể là một nguồn cảm hứng cho Altdorfer. Một làn sóng tôn giáo ngầm rất dễ phát hiện, đặc biệt là bầu trời trong tình trạng bất thường, điều này có thể lấy cảm hứng từ những lời tiên tri trong cuốn Daniel và mối quan tâm đương đại nay bên trong Giáo hội về một ngày tận thế sắp xảy ra. Trận đánh của Alexandros và bốn tác phẩm khác đã được treo trong bảo tàng nghệ thuật Alte Pinakothek ở München theo thiết kế ban đầu của Wilhelm.

## Về chủ đề
Alexander III của Macedonia (356-323 TCN), thường được biết đến với tên "Alexander Đại đế", là một vị vua Hy Lạp cổ đại người Macedonia, ông trị vì đất nước từ 336 TCN cho đến khi qua đời. Ông được coi như là một trong những nhà quân sự lớn nhất trong lịch sử,  và được cho là vị tướng bất khả chiến bại trong các trận đánh. Ông nổi tiếng với tài lãnh đạo, sự uy tín và tài năng quân sự của mình, ông luôn dẫn đầu đội quân của mình xông pha tên đạn và luôn luôn tiên phong trong mỗi cuộc chiến. Sau cuộc chinh phục đế chế Ba Tư và Hy Lạp, thống nhất Ai Cập và Babylon, đế quốc của ông đã trở thành đế quốc lớn nhất thế giới cổ đại và đã tạo rạ sự truyền bá của văn hóa Hy Lạp ra khắp châu Âu và Bắc Phi sau này.
Mùa xuân năm 334 TCN, Alexander thân hành xua đại binh đi chinh phạt Ba Tư sau khi đã bình định Hy Lạp và củng cố lực lượng của mình. Trong những tháng đầu tiên trong cuộc hành quân tiến vào Tiểu Á, Darius III - vua của Ba Tư - dường như phớt lờ sự hiện diện của 4 vạn quân do Alexander chỉ huy. Trận Granicus, diễn ra vào tháng 5, chính nỗ lực đầu tiên của Ba Tư để đối phó với quân xâm lược, nhưng kết quả là một chiến thắng dễ dàng của Alexander. Trong những năm tiếp theo, Alexander đã thống nhất miền Tây và vùng đất ven biển Tiểu Á của Ba Tư bằng cách buộc các tổng trấn địa phương trên con đường của mình đầu hàng. Ông tiếp tục hành quân về phía đông bắc qua Phyrgia trước khi chuyển về phía đông nam tới Cilicia. Sau khi vượt qua cổng Cilician trong tháng 10, Alexander đã bị sốt và phải nghỉ dưỡng tại Tarsus. Trong khi đó Darius, tập hợp quân đội lên đến 10 vạn (một số nguồn cổ đại thừa nhận con số phóng đại lên tới 60 vạn) và chỉ huy trực tiếp trên các triền núi phía đông Amanus. Trong đầu tháng 11, Alexander tiến về vịnh Issus từ Mallus, hai đội quân vô tình gặp nhau cạnh ngọn núi đối diện. Đây là một lợi thế của Darius: hiện tại phía sau trại Alexander, ông đã có thể để ngăn chặn nhập thất và ngăn chặn các đoàn quân cứu viện mà Alexander đã thành lập tại Issus. Chưa kể cho đến khi Alexander đã lập trại tại Myriandrus, một cảng biển nẳm ở phía đông nam bờ biển vịnh Iskenderun, mà ông đã làm theo của các vị trí Ba Tư. Ông ngay lập tức rút lui bằng tuyến đường trên sông Pinarus, ngay phía nam của Issus và tìm thấy lực lượng được Darius sắp xếp dọc theo bờ phía bắc. Trận đánh Issus xảy ra ngay sau đó.